# Абзанов, Шамси Садриевич
Шамси Садриевич Абзанов (башк. Шәмси Саҙрый улы Абҙанов, 1894—1937) — экономико-географ, педагог. Профессор (1932).

## Биография
Абзанов Шамси Садриевич родился 24 октября 1894 года в деревне Иткинеево Бирского уезда Уфимской губернии (ныне Янаульского района Республики Башкортостан) в семье муллы. По национальности башкир.
С 1912 года преподавал в селе Султанай Осинского уезда Пермской губернии. В 1913—1923 годах жил в Средней Азии: работал сначала в Ташкенте, а позже в Бухаре. Принимал участие в Гражданской войне в России. Вступил в РКП (б).
С июля 1919 года по январь 1920 года являлся инструктором в клубе Мусульманских коммунистических курсов, в то же время был сотрудником Туркестанского и Ташкентского чрезвычайной комиссий. 1920—1923 годах обучался в Ташкентском рабфаке и после его окончания уехал в Москву. 1924—1928 годах преподавал в учебных заведениях Москвы и Саратова, публиковал статьи в Московских башкирских и татарских газетах и журналах. 1927 году окончил экономический факультет Московского института народного хозяйства имени Г. В. Плеханова и начал работать в русско-турецком экспортно-импортном акционерном обществе «Русско-тюрк».
1929 году окончил одногодичные Высшие педагогические курсы при Московском институте народного хозяйства имени Г. В. Плеханова и некоторое время работал учёным секретарём этих курсов. В сентябре 1929 года направлен на работу в Саратовский государственный университет имени Н. Г. Чернышевского. В апреле 1930 года стал доцентом. Активно участвовал в организации Саратовского кооперативного техникума и стал его первым директором. С сентября 1930 года — доцент Высших педагогических курсов НИИ педагогики при Московском педагогическом институте им. А. С. Бубнова.
По запросу Башкирского областного комитета ВКП(б) Наркомпросу РСФСР, был переведён на работу в Башкирскую АССР. В августе 1931 года назначен директором и одновременно заведующим кафедрой экономической географии Башкирского государственного педагогического института имени К. А. Тимирязева (ныне Уфимский университет науки и технологий). В начале 1930-х годах вышли его три объёмные статьи на башкирском языке: «Франция» (1933), «Северо-Американские Соединённые Штаты» (1933) и «Современная Германия» (1934). В 1934—1935 годах были опубликованы 1-е и 2-е издания исследования Абзанова по истории народного образования в Башкортостане. Также Шамси Абзанов принимал участие в создании учебных пособий по экономической географии и в подготовке первого выпуска сборника научных трудов института.
С 1935 года являлся директором Башкирского научно-исследовательского института земледелия и животноводства.
Репрессирован как «башкирский националист». 27 июля 1937 года был арестован. 10 июля 1938 года расстрелян. Реабилитирован в июле 1957 года.

## Труды
- К вопросу о народном образовании в Башкирии. — Уфа, 1935.
- К вопросу об истории народного образования в Башкирии // Педагогический журнал Башкортостана : журнал. — 2007. — № 4. — С. 91—122. — ISSN 1817-3292.